# West Point (Alabama)
West Point – miasto w Stanach Zjednoczonych, w stanie Alabama, w hrabstwie Cullman. W roku 2023 miasto zamieszkiwało 640 osób, a gęstość zaludnienia wynosiła 213,3 osoby/km².